# Hong Kum-nyo
Hong Kum-nyo (koreanisch: 홍금녀; * 11. Oktober 1973) ist eine ehemalige nordkoreanische Fußballschiedsrichterassistentin.
Von 2002 bis 2019 stand sie auf der Liste der FIFA-Schiedsrichter und leitete internationale Fußballpartien. Sie war langjährige Schiedsrichterassistentin von Ri Hyang-ok.
Hong Kum-nyo war unter anderem Schiedsrichterassistentin bei der Weltmeisterschaft 2003 in den Vereinigten Staaten, bei der U-17-Weltmeisterschaft 2012 in Aserbaidschan, beim Algarve-Cup 2014, bei der Weltmeisterschaft 2015 in Kanada, beim olympischen Fußballturnier 2016 in Rio de Janeiro, bei der U-20-Weltmeisterschaft 2018 in Frankreich und bei der Weltmeisterschaft 2019 in Frankreich, meist als Assistentin von Ri Hyang-ok. Insgesamt leitete Hong Kum-nyo acht WM-Spiele bei drei Weltmeisterschaften, womit sie auf dem sechsten Platz der meisten WM-Spielleitungen liegt.